# Stanisław Pąk
Stanisław Pąk (ur. 1956) – polski aktor.

## Życiorys
W 1979 ukończył studia na Wydziale Aktorskim w PWST w Warszawie. W latach 1979–1991 występował w Teatrze Syrena w Warszawie.

## Filmografia
- 1979: Przyjaciele − (odc.2)
- 1980: Dom − kandydat na studia teologiczne (odc.2)
- 1981: Miś − członek brygady młodzieżowej na zebraniu ekipy filmu „Ostatnia paróweczka hrabiego Barry Kenta”
- 1981: 07 zgłoś się −  wózkarz Waldemar Banaszek (odc.11)
- 1981: Najdłuższa wojna nowoczesnej Europy − (odc.13)
- 1982: Życie Kamila Kuranta − syn stróża Hilarego (odc.2)
- 1982: Krzyk
- 1982:  Karate po polsku − „Szwagier”
- 1982: Dom −  (odc.9)
- 1983: Szaleństwa panny Ewy − wodzirej na zabawie szkolnej (odc.1)
- 1983: Na straży swej stać będę
- 1983: Katastrofa w Gibraltarze − radiotelegrafista w sztabie głównym we wrześniu 1939
- 1983: Haracz szarego dnia − Kuba
- 1983: Alternatywy 4 − hydraulik szukający przecieku u Dąb-Rozwadowskiego (odc.4)
- 1984 07 zgłoś się -  milicjant w Zalesiu
- 1985: Temida − urzędnik w karetce więziennej (odc.3)
- 1985: Dłużnicy śmierci − Ziutek, pomocnik maszynisty
- 1986: Zmiennicy − kierowca ciężarówki z „8 tonowym” ciężarem (odc.5)
- 1986: Kurs na lewo − robotnik w PGRze
- 1987: 07 zgłoś się − Waldemar Kociński „Coca Cola” (odc.20)
- 1989: Stan strachu − SB-ek wyprowadzający Witka ze studia telewizyjnego
- 1991: Panny i wdowy − służący w Lechicach
- 1996: Ekstradycja 2 − pielęgniarz w szpitalu (odc.4)
- 1997: Dom − strażnik w FSO (odc.18)
- 1997−2018: Klan − mieszkaniec wsi Zakąski
- 2000: Twarze i maski − rekwizytor
- 2000−2011: Plebania − pijaczek Poldek Nowacki
- 2000: Dom −  (odc.25)
- 2000: 13 posterunek 2 − (odc.32)
- 2002: M jak miłość − listonosz (odc.65), grzybiarz (odc.97), mieszkaniec Grabiny (odc.104)
- 2002−2010: Samo życie − kierowca w redakcji gazety „Samo Życie”
- 2003: M jak miłość − listonosz (odc.145,164,167)
- 2003−2005: Defekt − strażnik w stacji radiowej; II seria
- 2003−2017: Na Wspólnej − robotnik Wiesiek (lub Waldek) Banaś (odc.6-7,13,300-301)
- 2004−2005: Kryminalni − malarz remontujący mieszkanie Gancarza (odc.2), Jan Morawski „Mały” (odc.37)
- 2005: M jak miłość − listonosz (odc.362)
- 2005: Egzamin z życia − Staszek, kolega Jerzego (odc.20,24)
- 2005: Dziki 2: Pojedynek − kierowca (odc.3)
- 2006: M jak miłość − listonosz (odc.407)
- 2006−2007: Pogoda na piątek
- 2006−2007: Dwie strony medalu − złomiarz (odc.1,22), menel (odc.89,90)
- 2007: Wszystko będzie dobrze − aspirant policji
- 2007: Ranczo Wilkowyje − chłop
- 2007−2016: Ranczo − mężczyzna na wykładzie (odc.23); robotnik Czesiek (odc.30); chłop (odc.49,52,64,67,76,86,88,126)
- 2008: M jak miłość − listonosz (odc.627)
- 2009: Przeznaczenie − Edwin (odc.8)
- 2009: Ojciec Mateusz − złodziej (odc.16)
- 2009: M jak miłość − listonosz (676,709)
- 2009: Afonia i pszczoły
- 2010: M jak miłość − listonosz (771,789)
- 2010: Ludzie Chudego − klient baru
- 2011: Unia serc − beneficjent Lus-Ar
- 2011: Ojciec Mateusz − właściciel osła (odc.82)
- 2011: M jak miłość − listonosz (odc.855)
- 2012: Ojciec Mateusz − Bogdan Fabisiak (odc.107)
- 2013: M jak miłość − listonosz (odc.1038)
- 2014: Służby specjalne − chory w Centrum Onkologii (odc.4)
- 2014: Służby specjalne − chory w Centrum Onkologii
- 2014: Prawo Agaty − taksówkarz (odc.55)
- 2015: M jak miłość − listonosz (odc.1170)
- 2016: Wołyń − chłop w kościele
- 2016: Strażacy − pijaczek (odc.19)
- 2016: Pitbull. Nowe porządki − pracownik knajpki
- 2016: Pitbull. Niebezpieczne kobiety − ojciec „Drabiny”
- 2016: M jak miłość − listonosz (odc.1215)